# Колансел
Колансел (фр. Collancelle) насеље је и општина у источном делу централне Француске у региону Бургоња, у департману Нијевр која припада префектури Кламси.
По подацима из 2011. године у општини је живело 179 становника, а густина насељености је износила 8,15 становника/km². Општина се простире на површини од 21,95 km². Налази се на средњој надморској висини од 270 метара (максималној 306 m, а минималној 235 m).

## Демографија
| 1962. | 1968. | 1975. | 1982. | 1990. | 1999. | 2011. |
| ----- | ----- | ----- | ----- | ----- | ----- | ----- |
| 170   | 225   | 177   | 189   | 209   | 178   | 179   |

График промене броја становника у току последњих година